# Campeonato Mundial de Atletismo de 2013 - 200 m feminino
A prova dos 200 metros feminino do Campeonato Mundial de Atletismo de 2013 foi disputada entre 15 e 16 de agosto no Estádio Lujniki, em Moscou.  A velocista do Turcomenistão Yelena Ryabova e da Ucrânia Yelyzaveta Bryzhina, foram pegas no teste de doping. 

## Recordes
Antes desta competição, os recordes mundiais e do campeonato nesta prova eram os seguintes. 
| Tipo                  | Atleta                   | Tempo | Local | Data                   | Ref |
| --------------------- | ------------------------ | ----- | ----- | ---------------------- | --- |
|                       | Florence Griffith-Joyner | 21.34 | Seul  | 29 de setembro de 1988 | ver |
| Recorde do campeonato | Silke Gladisch-Möller    | 21.74 | Roma  | 3 de setembro de 1987  | ver |

## Medalhistas
| Ouro                          | Prata                 | Bronze                  |
| Shelly-Ann Fraser-Pryce (JAM) | Murielle Ahouré (CIV) | Blessing Okagbare (NGA) |

## Cronograma
| Data         | Hora  | Evento    |
| ------------ | ----- | --------- |
| 15 de agosto | 10:55 | Baterias  |
| 15 de agosto | 19:45 | Semifinal |
| 16 de agosto | 21:15 | Final     |

Todos os horários são horas locais (UTC +4)

## Resultados

### Baterias
Qualificação: Os 3 de cada bateria (Q) e os 3 mais rápidos (q) avançam para a semifinal. 
Vento: Bateria 1: 0.0 m/s, Bateria 2: +0.1 m/s, Bateria 3: 0.0 m/s, Bateria 4: 0.0 m/s, Bateria 5: −0.1 m/s, Bateria 6: +0.3 m/s, Bateria 7: +0.4 m/s
| Classificação | Bateria | Faixa | Nome                    | Nacionalidade            | Tempo | Notas      |
| ------------- | ------- | ----- | ----------------------- | ------------------------ | ----- | ---------- |
| 1             | 6       | 5     | Allyson Felix           | Estados Unidos           | 22.59 | Q          |
| 2             | 5       | 5     | Mariya Ryemyen          | Ucrânia                  | 22.63 | Q          |
| 3             | 5       | 8     | Anthonique Strachan     | Bahamas                  | 22.66 | Q          |
| 3             | 7       | 7     | Murielle Ahouré         | Costa do Marfim          | 22.66 | Q          |
| 5             | 3       | 6     | Shaunae Miller          | Bahamas                  | 22.72 | Q          |
| 6             | 6       | 3     | Anneisha McLaughlin     | Jamaica                  | 22.78 | Q          |
| 6             | 4       | 4     | Shelly-Ann Fraser-Pryce | Jamaica                  | 22.78 | Q          |
| 8             | 2       | 5     | Blessing Okagbare       | Nigéria                  | 22.79 | Q          |
| 9             | 2       | 3     | Charonda Williams       | Estados Unidos           | 22.83 | Q          |
| 9             | 6       | 4     | Myriam Soumaré          | França                   | 22.83 | Q          |
| 11            | 1       | 4     | Kimberlyn Duncan        | Estados Unidos           | 22.84 | Q          |
| 12            | 7       | 8     | Hrystyna Stuy           | Ucrânia                  | 22.86 | Q, SB      |
| 13            | 7       | 3     | Jeneba Tarmoh           | Estados Unidos           | 22.88 | Q          |
| 14            | 5       | 2     | Lenora Guion-Firmin     | França                   | 22.91 | Q, PB      |
| 15            | 7       | 5     | Ivet Lalova             | Bulgária                 | 22.92 | q          |
| 16            | 6       | 7     | Jodie Williams          | Grã-Bretanha             | 23.00 | q          |
| 16            | 1       | 5     | Johanna Danois          | França                   | 23.00 | Q          |
| 18            | 7       | 6     | Mariely Sánchez         | República Dominicana     | 23.05 | q          |
| 19            | 1       | 6     | Hanna-Maari Latvala     | Finlândia                | 23.07 | Q          |
| 20            | 1       | 7     | Gloria Hooper           | Itália                   | 23.10 | SB         |
| 21            | 4       | 8     | Kai Selvon              | Trinidad e Tobago        | 23.14 | Q          |
| 22            | 2       | 6     | Kimberly Hyacinthe      | Canadá                   | 23.19 | Q          |
| 23            | 4       | 6     | Franciela Krasucki      | Brasil                   | 23.20 |            |
| 24            | 2       | 7     | Marika Popowicz         | Polónia                  | 23.22 | SB         |
| 25            | 7       | 2     | Mujinga Kambundji       | Suíça                    | 23.24 | PB         |
| 26            | 6       | 8     | Nivea Smith             | Bahamas                  | 23.25 |            |
| 26            | 3       | 7     | Patricia Hall           | Jamaica                  | 23.25 | Q          |
| 28            | 6       | 2     | Elizabeta Savlinis      | Rússia                   | 23.27 |            |
| 29            | 1       | 8     | Ana Cláudia Lemos       | Brasil                   | 23.31 |            |
| 30            | 1       | 2     | Moa Hjelmer             | Suécia                   | 23.33 |            |
| 31            | 5       | 3     | Anyika Onuora           | Grã-Bretanha             | 23.36 |            |
| 32            | 3       | 4     | Maria Belibasaki        | Grécia                   | 23.41 | Q          |
| 33            | 2       | 8     | Kineke Alexander        | São Vicente e Granadinas | 23.42 |            |
| 34            | 4       | 2     | Justine Palframan       | África do Sul            | 23.64 |            |
| 35            | 5       | 6     | Olga Safronova          | Cazaquistão              | 23.83 |            |
| 36            | 3       | 2     | Andreea Ogrăzeanu       | Roménia                  | 23.83 |            |
| 37            | 4       | 5     | Chisato Fukushima       | Japão                    | 23.85 |            |
| 38            | 4       | 3     | Melissa Breen           | Austrália                | 23.95 |            |
| 39            | 7       | 4     | Karene King             | Ilhas Virgens Britânicas | 23.97 |            |
| 40            | 3       | 1     | Isidora Jiménez         | Chile                    | 24.06 |            |
| 41            | 1       | 3     | Janet Amponsah          | Gana                     | 24.07 |            |
| 41            | 5       | 4     | Eleni Artymata          | Chipre                   | 24.07 |            |
| 43            | 5       | 7     | Toea Wisil              | Papua-Nova Guiné         | 24.23 |            |
| 44            | 2       | 2     | Viktoriya Zyabkina      | Cazaquistão              | 24.47 |            |
| 45            | 6       | 6     | Dana Hussain            | Iraque                   | 24.57 |            |
| 46            | 3       | 3     | Afa Ismail              | Maldivas                 | 26.16 | SB         |
| 47            | 3       | 8     | Crystal Emmanuel        | Canadá                   | DQ    | 163.3(a)   |
| 48            | 2       | 4     | Ángela Tenorio          | Equador                  | DNS   |            |
| —             | 4       | 7     | Yelyzaveta Bryzhina     | Ucrânia                  | 22.84 | DSQ Doping |
| —             | 3       | 5     | Yelena Ryabova          | Turquemenistão           | 24.61 | DSQ Doping |

### Semifinal
Qualificação: Os 2 de cada bateria (Q) e os 2 mais rápidos (q) avançam para a final. 
Vento: Bateria 1: 0.0 m/s, Bateria 2: 0.0 m/s, Bateria 3: −0.2 m/s
| Classificação | Bateria | Faixa | Nome                    | Nacionalidade        | Tempo | Notas      |
| ------------- | ------- | ----- | ----------------------- | -------------------- | ----- | ---------- |
| 1             | 2       | 3     | Allyson Felix           | Estados Unidos       | 22.30 | Q, SB      |
| 2             | 2       | 4     | Blessing Okagbare       | Nigéria              | 22.39 | Q          |
| 3             | 1       | 4     | Murielle Ahouré         | Costa do Marfim      | 22.46 | Q          |
| 4             | 3       | 4     | Shelly-Ann Fraser-Pryce | Jamaica              | 22.54 | Q          |
| 5             | 1       | 6     | Shaunae Miller          | Bahamas              | 22.64 | Q          |
| 6             | 1       | 8     | Jeneba Tarmoh           | Estados Unidos       | 22.70 | q, SB      |
| 6             | 3       | 5     | Mariya Ryemyen          | Ucrânia              | 22.70 | Q          |
| 8             | 3       | 6     | Charonda Williams       | Estados Unidos       | 22.80 | q          |
| 9             | 3       | 3     | Anthonique Strachan     | Bahamas              | 22.81 |            |
| 9             | 1       | 2     | Ivet Lalova             | Bulgária             | 22.81 |            |
| 11            | 3       | 8     | Myriam Soumaré          | França               | 22.85 |            |
| 12            | 2       | 6     | Kimberlyn Duncan        | Estados Unidos       | 22.91 |            |
| 13            | 2       | 5     | Hrystyna Stuy           | Ucrânia              | 22.98 |            |
| 14            | 2       | 2     | Mariely Sánchez         | República Dominicana | 23.05 |            |
| 15            | 2       | 7     | Lenora Guion-Firmin     | França               | 23.11 |            |
| 16            | 3       | 1     | Kimberly Hyacinthe      | Canadá               | 23.12 |            |
| 17            | 1       | 7     | Johanna Danois          | França               | 23.15 |            |
| 18            | 2       | 1     | Kai Selvon              | Trinidad e Tobago    | 23.21 |            |
| 18            | 3       | 2     | Jodie Williams          | Grã-Bretanha         | 23.21 |            |
| 18            | 3       | 7     | Hanna-Maari Latvala     | Finlândia            | 23.21 |            |
| 21            | 2       | 8     | Patricia Hall           | Jamaica              | 23.26 |            |
| 22            | 1       | 1     | Maria Belibasaki        | Grécia               | 23.46 |            |
| 23            | 1       | 3     | Anneisha McLaughlin     | Jamaica              | 27.13 |            |
| —             | 1       | 5     | Yelyzaveta Bryzhina     | Ucrânia              | 22.87 | DSQ Doping |

### Final
A final foi iniciada as 21:15. 
| Colocação         | Faixa | Nome                    | Nacionalidade   | Tempo | Notas |
| ----------------- | ----- | ----------------------- | --------------- | ----- | ----- |
| Medalha de ouro   | 4     | Shelly-Ann Fraser-Pryce | Jamaica         | 22.17 |       |
| Medalha de prata  | 6     | Murielle Ahouré         | Costa do Marfim | 22.32 |       |
| Medalha de bronze | 5     | Blessing Okagbare       | Nigéria         | 22.32 |       |
| 4                 | 7     | Shaunae Miller          | Bahamas         | 22.74 |       |
| 5                 | 1     | Jeneba Tarmoh           | Estados Unidos  | 22.78 |       |
| 6                 | 2     | Charonda Williams       | Estados Unidos  | 22.81 |       |
| 7                 | 8     | Mariya Ryemyen          | Ucrânia         | 22.84 |       |
| 8                 | 3     | Allyson Felix           | Estados Unidos  | DNF   |       |

Legenda
| Recorde mundial       | Recorde mundial (World record)               |                       | Recorde africano                      | Recorde africano (African) |                                           | Q | Classificado por posição (Qualified) |
| Recorde do campeonato | Recorde do campeonato (Championship record)  | Recorde da América    | Recorde da América (Americas)         | q                          | Classificado por melhor tempo (Qualified) |   |                                      |
| Melhor marca do ano   | Melhor marca do ano (World leading)          | Recorde asiático      | Recorde asiático (Asian)              | DNS                        | Não largou (Did not start)                |   |                                      |
| Recorde nacional      | Recorde nacional (National record)           | Recorde europeu       | Recorde europeu (European)            | DNF                        | Não terminou (Did not finish)             |   |                                      |
| Recorde pessoal       | Recorde pessoal do atleta (Personal best)    | Recorde da Oceania    | Recorde da Oceania (Oceania)          | DSQ / DQ                   | Desclassificado (Disqualified)            |   |                                      |
| Recorde da temporada  | Recorde da temporada do atleta (Season best) | Recorde sul-americano | Recorde sul-americano (South America) | NM                         | Sem marca (No mark)                       |   |                                      |